# Para Quando o Arco-Íris Encontrar o Pote de Ouro
Para Quando o Arco-Íris Encontrar o Pote de Ouro é o segundo álbum de Nando Reis, produzido pelo próprio, por Jack Endino e por Tom Capone e gravado em Seattle, no começo do ano 2000. Além de composições inéditas, há canções de Reis anteriormente gravadas pela amiga Cássia Eller.
Nando conheceu Tom na época da gravação do seu último disco com os Titãs, A Melhor Banda de Todos os Tempos da Última Semana, que também foi gravado em Seattle. Quando Tom veio visitar a banda, Nando foi buscá-lo no aeroporto, comentou sua vontade de lançar um disco solo gravado em Seattle e Tom viabilizou isso ao cantor.

## Faixas
Todas as faixas escritas por Nando Reis
1. "Dessa Vez"
2. "All Star"
3. "Hey, Babe"
4. "Quem Vai Dizer Tchau?"
5. "Frases Mais Azuis"
6. "O Vento Noturno do Verão"
7. "Para Quando o Arco Íris Encontrar o Pote de Ouro"
8. "Nosso Amor"
9. "Eles Sabem"
10. "No Recreio"
11. "Relicário"

## Créditos
Conforme fonte:

### Integrantes da banda
- Nando Reis - voz e violão
- Walter Villaça - guitarra
- Fernando Nunes - baixo
- Alex Veley - teclados
- Barrett Martin - bateria, percussão e acordeon

### Outros
- Cássia Eller - backing vocals em "Hey Babe"
- Rogério Flausino - backing vocals em "Hey Babe"
- Cristina Braga - harpa em "All Star"
- Peter Buck - bandolim em "Dessa Vez" e guitarra em "Frases Mais Azuis"
- Joe Cripps - bongo em "O Vento Noturno do Verão" e conga em "Eles Sabem"[carece de fontes?]
- Craig Flory - flauta em "Eles Sabem"[carece de fontes?]
- Cassia Menezes - violoncelo em "Relicário"[carece de fontes?]
- Ivan Zandonade - viola em "Relicário"[carece de fontes?]
- Felipe Fortuna - violino em "Relicário"[carece de fontes?]
- Ivan Quintana - violino em "Relicário"[carece de fontes?]
- Glauco Fernandez - violino, arranjo de cordas em "Relicário"

### Pessoal técnico
- Kib Beelman - foto da capa